# Rainer Hausmann
Rainer Hausmann (* 15. September 1944 in Ansbach) ist ein deutscher Rechtswissenschaftler. Er war von 1990 bis 2009 Inhaber des Lehrstuhls für Bürgerliches Recht, Internationales Privatrecht, internationales Verfahrensrecht, Rechtsvergleichung und europäisches Privatrecht an der Universität Konstanz.

## Leben
Hausmann wurde 1944 in Ansbach geboren. Er studierte ab 1966 Rechtswissenschaften an der Universität Würzburg, der FU Berlin und der Universität München, wo er 1971 das erste Staatsexamen ablegte und anschließend bis zu seiner Promotion über Die kollisionsrechtlichen Schranken der Gestaltungskraft von Scheidungsurteilen 1978 wissenschaftlicher Assistent wurde. In München habilitierte er sich auch 1986 und nahm anschließend Lehrstuhlvertretungen in Regensburg und Heidelberg sowie eine außerordentliche Professur in Erlangen-Nürnberg an. 1990 erhielt er schließlich den Ruf auf einen Lehrstuhl in Konstanz. Er gehört zu den deutschen Mit-Herausgebern der Zeitschrift The European Legal Forum. Seit 1986 ist er als Rechtsanwalt zugelassen.

## Veröffentlichungen
- Die kollisionsrechtlichen Schranken der Gestaltungskraft von Scheidungsurteilen (Dissertation, 1980)
- Internationales Privat- und Verfahrensrecht (1978, 21. Auflage 2022; hrsg. mit Erik Jayme) ISBN 978-3-406-63712-4
- Nichteheliche Lebensgemeinschaft und Vermögensausgleich (Habilitationsschrift, 1989)
- Das Recht der nichtehelichen Lebensgemeinschaft (1999; 2. Auflage 2004; hrsg. mit Gerhard Hohloch) ISBN 978-3-503-07831-8
- Handbuch des Erbrechts (2008; 2. Auflage 2010; hrsg. mit Gerhard Hohloch) ISBN 978-3-503-12494-7
- Unalex-Kommentar zur Brüssel I-Verordnung (2012; hrsg. mit Thomas Simons) ISBN 978-3-929942-13-2
- Internationales Erbrecht (9 Bände, Loseblatt); seit 2000; begr. von Murad Ferid, Karl Firsching, Allein-Hrsg. seit 2022; ISBN 978-3-406-37932-1
- Internationales und Europäisches Familienrecht (3. Auflage 2023) ISBN 978-3-406-61237-4